# 美麗絲鰭鱚
美麗絲鰭鱚（学名：Trichonotus elegans），又名美麗毛背魚、沙鰍，为條鰭魚綱鱸形目絲鰭鱚科毛背魚屬下的一个种，該物種分佈於印度洋-太平洋海域，體長可達18公分。